# Nasazení (vyřazovací systém)
Nasazení hráčů nebo týmů ve vyřazovacím systému vychází z předchozího hodnocení jejich kvality a dosažených výsledků.  Název je analogií k „sázení“ – jednotliví účastníci jsou rozeseti po pavouku tak, aby nejlepší účastníci soutěže na sebe nenarazili v úvodních kolech. Opakem nasazení je umístění hráčů nebo týmů do vyřazovacího systému losováním.
Nasazení hráčů či týmů obvykle vychází z žebříčků hodnocení daného sportu (např. v tenise žebříček ATP) nebo předchozích fází soutěže, kdy účastníci bojují o nejlepší nasazení (např. základní části hokejových soutěží NHL, Extraliga ledního hokeje). 
Na tenisových turnajích je to obvykle 1/4 hráčů, tj. 8 nasazených při 32 hráčích, 16 při 64 atd. V Davis Cupu je ve světové skupině nasazena 1/2 týmů, tj. 8 ze 16 družstev, na olympijském hokejovém turnaji se nasazuje 9 týmů z 12 podle žebříčku IIHF platného 2 roky před turnajem (například u ZOH 2014 je to žebříček IIHF 2012).